# 2008 في تيمور الشرقية

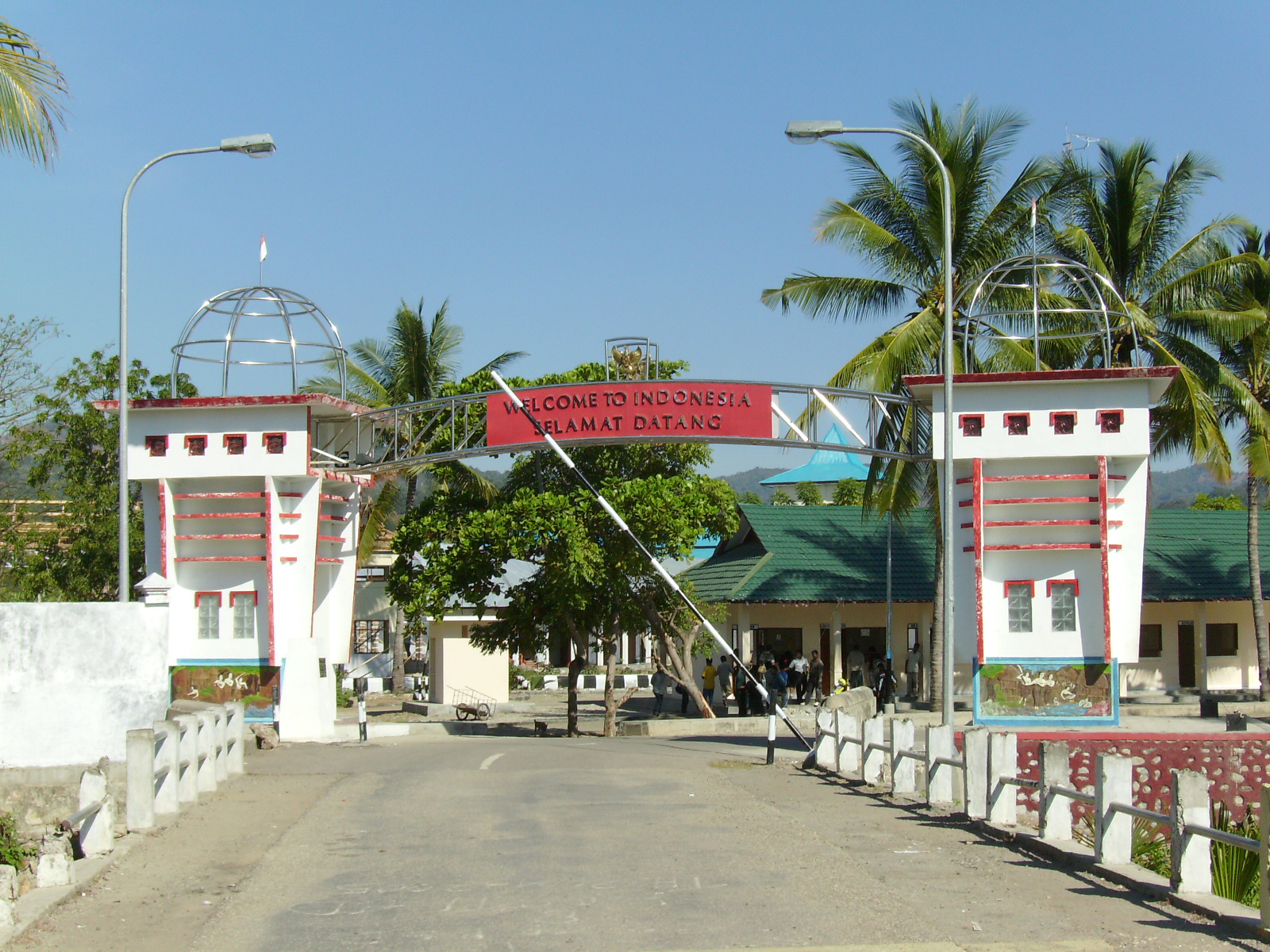
مركز باتوغادي الحدودي، الجانب الإندونيسي

القوائم التالية للأحداث التي حدثت خلال عام 2008 في تيمور الشرقية.

## في المنصب
- الرئيس: خوسيه راموس-هورتا
- رئيس الوزراء: زانانا غوسماو

## أحداث

### يناير
أحداث يناير:
- 25 يناير - رياح العواصف الموسمية تتسبب بأضرار جسيمة في المنازل والمحاصيل عبر تيمور الشرقية.[1]
- 30 يناير - زلزال بقوة 6.6 درجة على مقياس ريختر يهز مالوكو في إندونيسيا، ويتسبب في كارثة تسونامي وضعت البلاد في حالة تأهب، رُفعت في وقت لاحق. مركز الزلزال كان على قاع البحر حوالي 160 ميلا شمال شرق ديلي.[2]

### فبراير
أحداث فبراير:
- 4 فبراير - الأمم المتحدة تنقل السلطة إلى الشرطة في تيمور الشرقية في ثلاث وظائف في ديلي.[3]
- 11 فبراير - إصابة لائيس تيمور الشرقية خوسيه راموس-هورتا بجروح خطيرة في هجوم على منزله.[4]